# Fernand David (sculpteur)
Pour les articles homonymes, voir David.
Ne doit pas être confondu avec Fernand David.
Fernand Jules David né le 3 septembre 1872 à Paris, ville où il est mort le 13 décembre 1926, est un sculpteur et médailleur français.

## Biographie

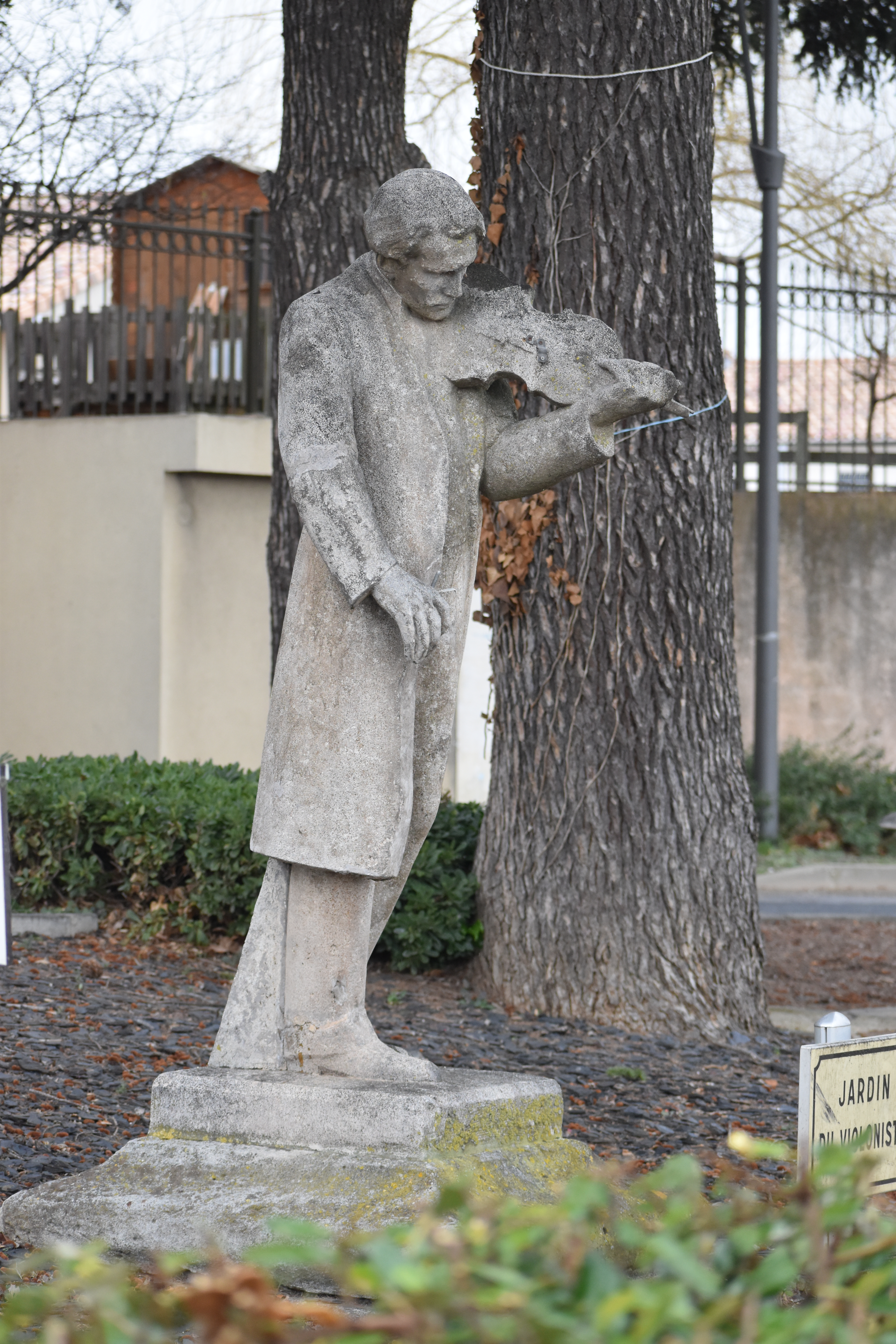
Le Violoniste (1910), Montblanc, avenue de Béziers.

Fernand David naît le 3 septembre 1872 dans le 8e arrondissement de Paris.
Il est élève de Louis-Ernest Barrias, de Jules Cavelier et de Léon Fagel à l'École des beaux-arts de Paris. Il expose au Salon des artistes français de 1898 à 1914 et y obtient une mention honorable en 1899, une médaille de 3e classe en 1901 et une bourse de voyage en 1904. 
Son bronze de Petite négresse (vers 1912) est conservé à Paris au musée d'Orsay.
Durant la Première Guerre mondiale, il participe activement activement à l'enseignement de la physiothérapie, aidé par Lafleur et Rouxel. Il confectionne des moulages en plâtre et en cire pour l'apprentissage de l'anatomie pour les médecins et les infirmiers chargés des traitements qui sont accrochés en salle de massage. 
Il meurt le 13 décembre 1926 dans le 16e arrondissement de Paris.